# Principe di Liegi

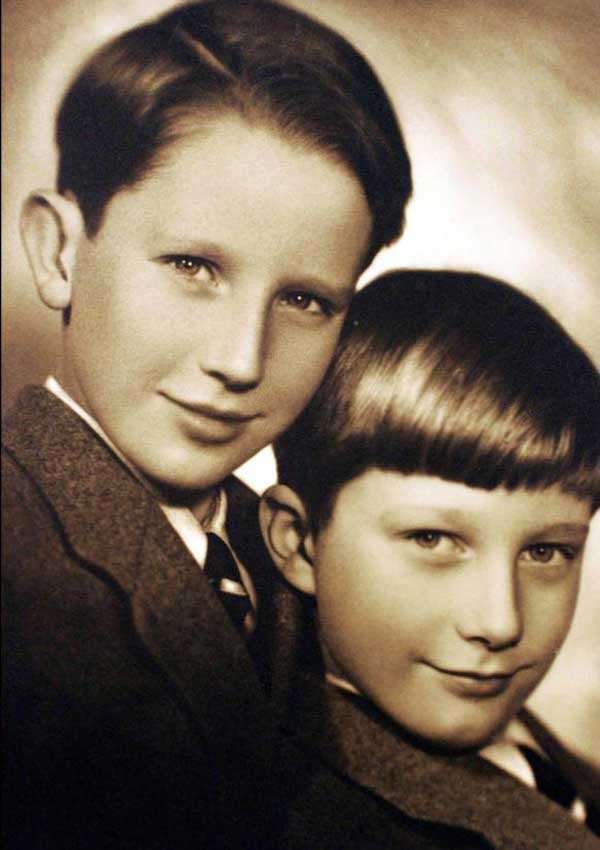
Alberto, principe di Liegi, col fratello, conte di Hainaut

Principe di Liegi è un titolo conferito dal re Alberto I del Belgio al nipote più giovane, il principe Alberto (il futuro re Alberto II), mentre era il terzo in linea di successione al trono del Belgio il 7 giugno 1934. Il titolo fu utilizzato da quella data fino alla sua salita al trono come Re del Belgio il 9 agosto 1993. Sua moglie, l'ex regina Paola, era conosciuta come la principessa di Liegi dal loro matrimonio nel 1959 fino al 1993.
Il fratello maggiore di Alberto, il principe Baudouin (il futuro re Baldovino) era conosciuto come il conte di Hainaut mentre suo padre, il principe Leopoldo (in seguito re Leopoldo III del Belgio), era il duca di Brabante al tempo della sua nascita. Il fratello di Leopoldo aveva il titolo di Conte delle Fiandre. Ciò significava che tutti i titoli comunemente usati nella casa reale belga erano stati assegnati, quindi è stato necessario creare un nuovo ordine. Il titolo ricorda il principe-vescovo di Liegi, un titolo nobiliare del Sacro Romano Impero.
Quel titolo cessò di esistere nel 1795. Il re Alberto II decise nel 2001 di non assegnare più titoli di cortesia come il conte delle Fiandre, il conte di Hainaut e il principe di Liegi. L'erede al trono ha il titolo di Duca o Duchessa di Brabante. Attualmente lo è la principessa Elisabetta, duchessa di Brabante. È quindi probabile che Alberto II sarà l'unico Principe di Liegi.